# Кућа Сурен
Кућа Сурен или Суренас (партски: 𐭎𐭅𐭓𐭉𐭍 Сурен, средњеперсијски: 𐭮𐭥𐭫𐭩𐭭) је једна  од две партске племићке породице изричито поменуте по именима у изворима који датирају из периода Арсакида.

## Историја
Глава породице Сурен имао је привилегију да крунише првог партског краља у 3. веку пре нове ере, чиме је засновао традицију коју су наставили његови потомци. Након пораза од Арсакида у III веку и последичног успона Сасанида, чланови Сурена су тада прешли на њихову страну и почели да служе Персијанцима,на чијем су двору  идентификовани као један од тзв. "партских кланова. " Последње сведочанство постојања ове породице је био војни заповедник који је деловао на северу Кине током 9. века.
"Вероватно је"  да су чланови Сурене били власници земљишта у Сакастану, односно у региону између Арахозије и Дрангиане у данашњем југоисточном Ирану. Чини се да су чнанови Сурене управљале Систаном (који је своје име добио од израза "Сакастан" и некада је био много већа регија од данашње провинције) као њихов лични феуд.
"Ернст Херзфелд је тврдио да је династија [индопартијског цара] Гондофара представљала кућу Сурен." Остали истакнути чланови породице су заповедник коњице Сурена из 1. века пре нове ере, Григорије Просветитељ,  и Чихор Вишнасп, гувернер Јерменије из 6. века који је покушао да успостави зороастризам у тој земљи.
Мехр Нарсех, велики везир у служби четири сасанидска краља, био је из куће Сурен.